# 知本溪
知本溪位於台灣東南部，為一縣市管河川，幹流長度39.25公里，流域面積198.45平方公里，分佈於台東縣中部偏南，包含台東市西南部、太麻里鄉北部、卑南鄉南部及金峰鄉北部。主流發源於標高2,735公尺之中央山脈霧頭山東南側，向東沿金峰鄉、太麻里鄉與卑南鄉、台東市交界流，至美和附近注入太平洋。

## 水系主要河川
- 知本溪：台東縣台東市、太麻里鄉、卑南鄉、金峰鄉
  - 木瓜溪：台東市、卑南鄉

## 照片

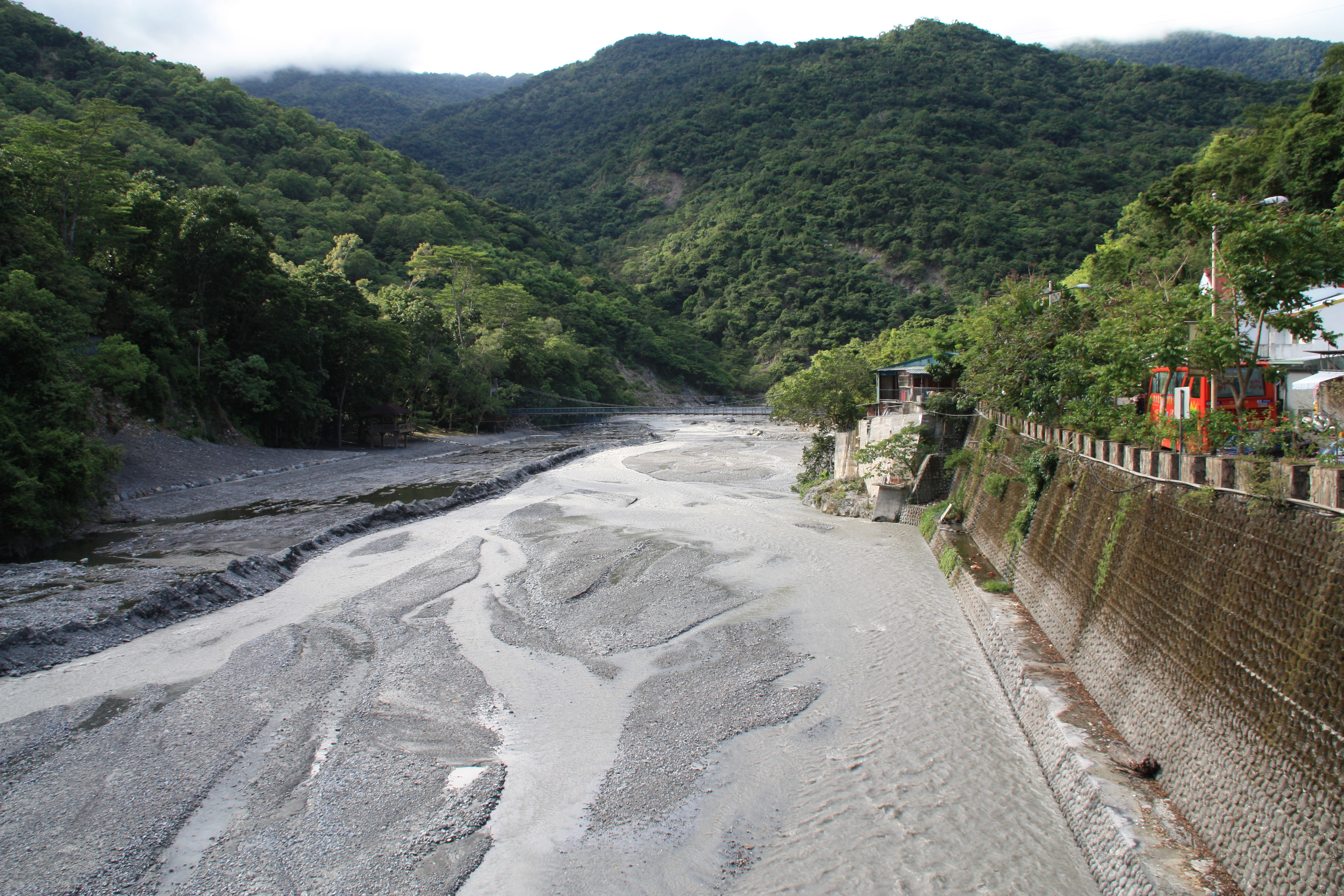
知本溪流經知本國家森林遊樂區
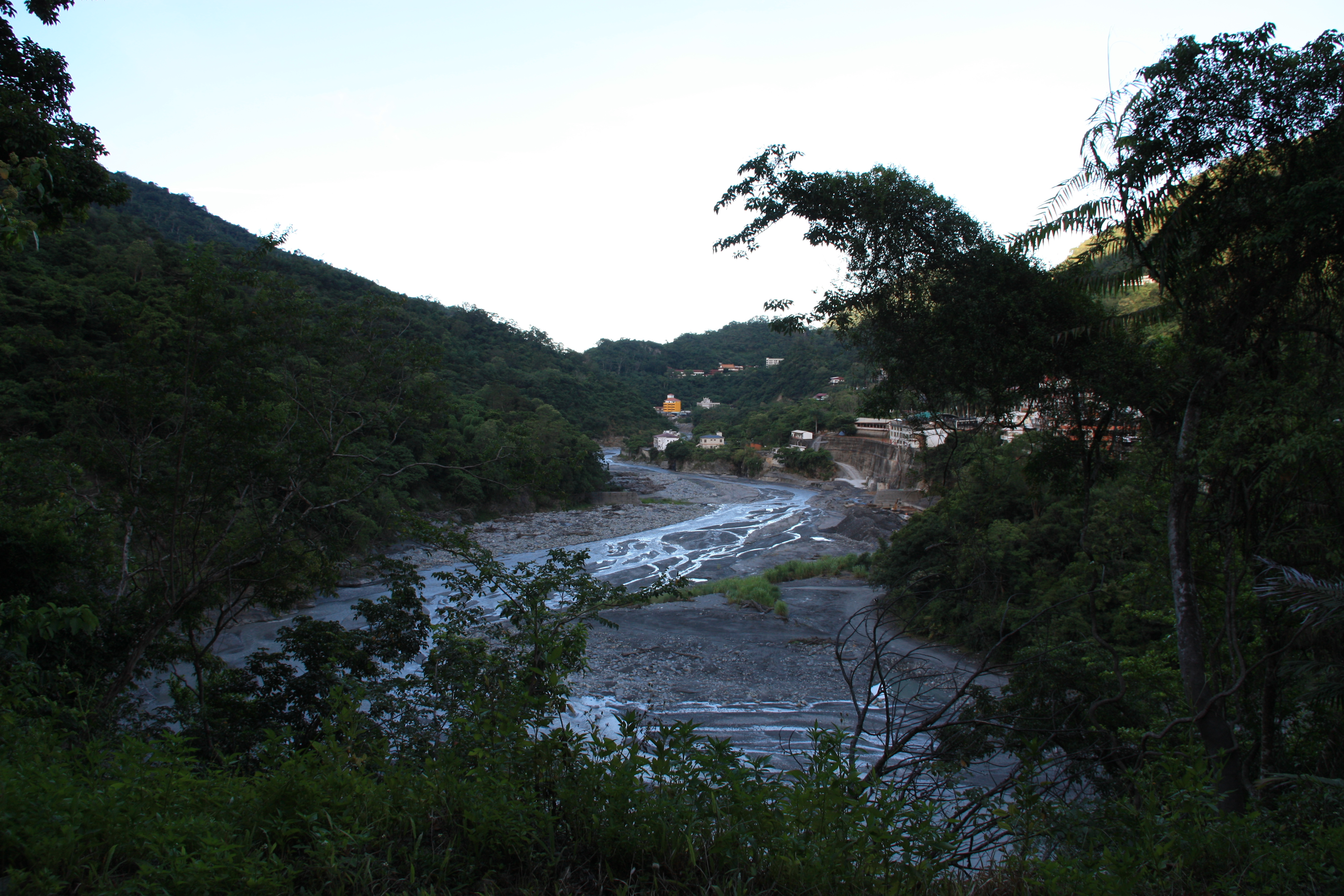
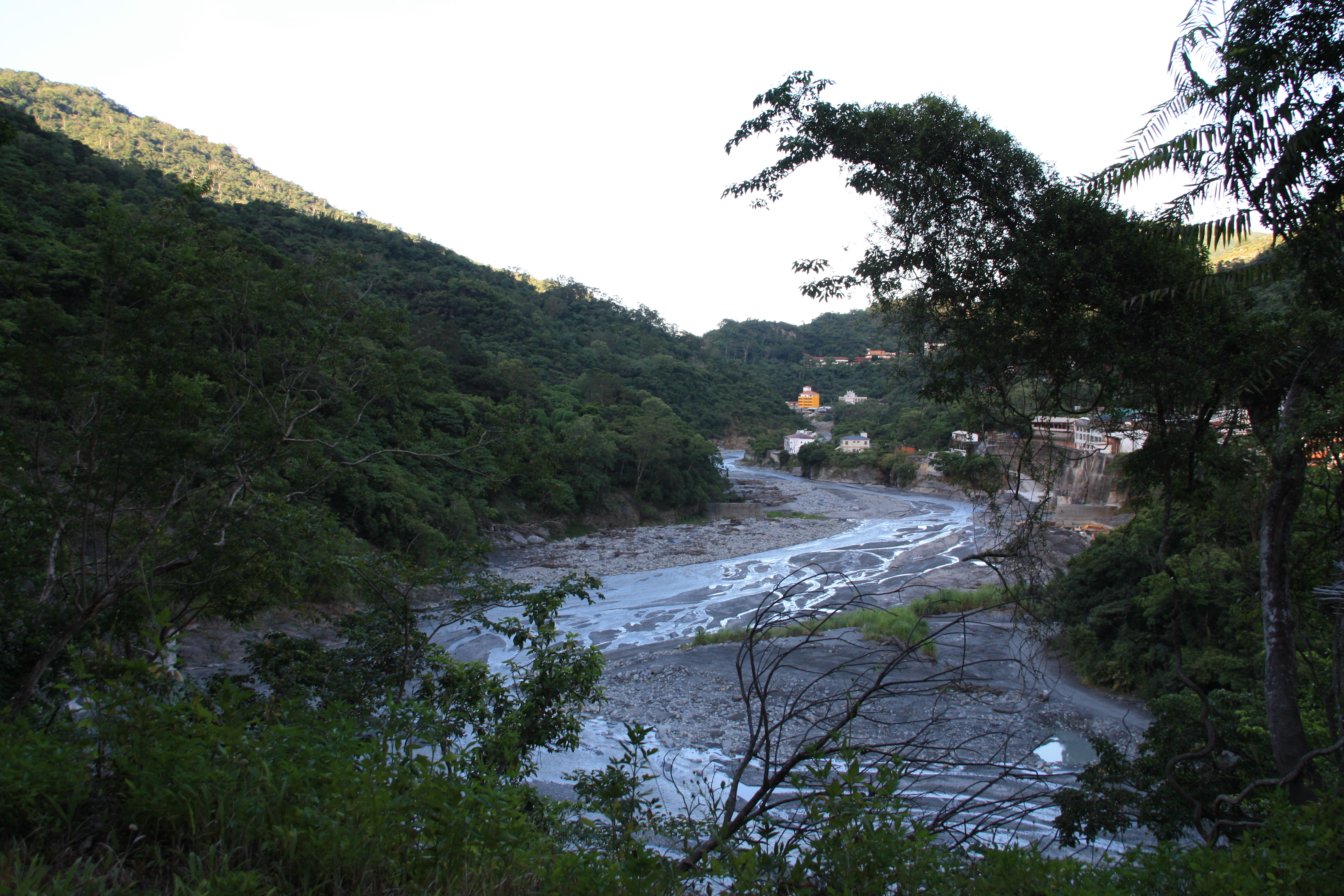